# El camino de los reyes
El camino de los reyes es una novela de fantasía épica escrita por el autor estadounidense Brandon Sanderson y el primer libro de la saga El archivo de las tormentas. La novela fue publicada el 31 de agosto de 2010 por Tor Books. El Camino de los Reyes consta de un preludio, un prólogo, 75 capítulos, un epílogo y 9 interludios. Le siguieron Palabras Radiantes en 2014, Juramentada en 2017 y El Ritmo de la Guerra en 2020. Está previsto que se publique una edición encuadernada en piel en 2021.
En 2011, ganó el premio David Gemmel Legend Award a mejor novela. El audiolibro está íntegramente narrado por Michael Kramer y Kate Reading.

## Desarrollo
Sanderson comenzó a trabajar en lo que sería El camino de los reyes a finales de los años 90 y acabó el primer borrador en 2003. Su publicación, sin embargo, fue retrasada debido a que el autor decidió centrarse en la primera trilogía de Nacidos de la Bruma.  La primera versión, no canónica, de la obra está disponible en la página oficial del autor bajo el nombre The Way of Kings Prime.
El 10 de junio de 2010, el prólogo y los tres primeros capítulos del libro fueron lanzados, así como una introducción elaborada por Sanderson, como avance en la página web de Tor. El 8 de julio de 2010, los siguientes tres capítulos fueron publicados en formato auditivo. El 7 de agosto de 2010, se publicaron los capítulos 9 y 11. La editorial escribió que no difundieron los capítulos 7, 8 y 10 porque querían enfocarse en la historia de Kaladin, uno de los protagonistas. El 26 de agosto de 2010, los capítulos 12 y 13 fueron publicados.

## Argumento
La historia va rotando entre los puntos de vista de Kaladin, Shallan Davar, Szeth-hijo-hijo-Vallano, Dalinar Kholin y algunos personajes secundarios, los cuales parecen llevar vidas aparentemente desvinculadas entre sí. Szeth, un Shin expulsado de su sociedad y condenado a obedecer a sus constantemente cambiantes maestros, es enviado a asesinar al rey de una de las naciones más poderosas del mundo, Alezkar. Según va avanzando la historia, Szeth va cambiando de maestro, tratando de esconder que posee una hoja esquirlada, una espada mítica usada por los Caballeros Radiantes y que es capaz de cortar cualquier material. Él también tiene acceso a una serie de poderes que no están disponibles para los humanos normales ("Potenciación"), poderes que antaño manejaban los Caballeros Radiantes y se creían perdidos, haciéndole increíblemente difícil de derrotar en batalla.
Szeth fue enviado para matar al rey alezi, Gavilar, por los Parshendi, una raza similar a los dóciles parshmenios esclavos, quienes se declararon culpables del asesinato. El hijo de Gavilar, Elhokar, decide hacer la guerra con los Parshendi. La historia cambia al punto de vista del alto príncipe Dalinar Kholin, el hermano del rey asesinado. Antes de su muerte, su hermano le entregó a Dalinar un antiguo libro llamado "El camino de los reyes", el cual provoca que Dalinar comience a cuestionar el estilo de vida competitivo y belicoso de Alezkar. También empezará a experimentar visiones en la cuales ve a los antiguos Caballeros Radiantes. Para Dalinar, estas visiones no provocarán solo duda en la historia aparentemente errónea de los Caballeros Radiantes, sino también se empieza a revelar la verdad sobre los Portadores del Vacío y el estado actual del mundo. Todos estos acontecimientos hacen que Dalinar se muestre reticente a luchar en batalla. Las convicciones  de Dalinar son cuestionadas por aquellos más cercanos a él, provocando serias dudas sobre su estado de salud y cuestionando su posición de liderazgo. En el malestar político de la época, la debilidad que parece mostrar Dalinar le sirve a sus enemigos para tratar de eliminarle.
Mientras, la historia también sigue a Kaladin, un aldeano ojos oscuros con una gran aversión hacia los nobles ojos claros. Entrenado en su juventud como cirujano, Kaladin se ofreció voluntario para ir a la guerra bajo el brillante señor Amaram, para así poder vigilar y proteger a su hermano, Tien, en el campo de batalla. En su tercera batalla, Kaladin falla en su objetivo de proteger su hermano, ya que es asesinado. Esto conduce a Kaladin a convertirse en un mejor luchador, tratando de proteger a los demás del mismo destino que sufrió su hermano. Durante una batalla más tardía, Kaladin consigue matar a un Portador de esquirlada enemigo, y podría haber reclamado la espada esquirlada y la armadura esquirlada por derecho, convirtiéndose en un ojos claros. Sin embargo, Kaladin decide rechazar ambas esquirlas (espada y armadura) y es traicionado por el Brillante señor Amaram, quien poseerá el premio de Kaladin y le pondrá a este una marca de esclavo peligroso como si fuese un ladrón. Serán estos eventos los que dinamiten la aversión de Kaladin hacia los nobles y le dejarán una profunda cicatriz emocional. Tras varios intentos de huida, Kaladin es forzado a servir como hombre de los puentes en los ejércitos que se baten a diario con los Parshendi en las Llanuras Quebradas. Los hombres de los puentes son utilizados estratégicamente como cebo para los arqueros enemigos, dejándoles morir para que el verdadero ejército pueda atacar más fácilmente. Kaladin consigue el apoyo del resto de hombres de su puente y los convierte en un equipo capaz de sobrevivir. Aun así, tras arruinar una batalla, Kaladin es golpeado violentamente por sus superiores y es castigado a pasar la noche fuera durante una alta tormenta para que muera. Sin embargo, consigue sobrevivir. Como consecuencia, Kaladin empieza a descubrir que es capaz de usar las Potenciaciones. Mientras trata de encontrar una manera para que sus compañeros de puente puedan dejar atrás esa vida, él consigue desarrollar sus poderes y comienza a aprender cómo usarlos.
Otro punto de vista es el de Shallan, una mujer ojos claros de status bajo cuya familia y terrenos están en peligro, abandona su zona de comfort para idear un plan para cambiar un Moldeador de almas roto (un aparato que permite a la gente cambiar la forma de los objetos en otra cosa) por uno funciona que pertenece a Jasnah Kholin, la hermana del rey alezi. Ella le pide a Jasnah ser su aprendiz, y tras mucha persistencia y esfuerzo consigue ganarse la confianza de Jasnah y convertirse en su pupila. Después de que consiga robar exitosamente el moldeador de almas, Shallan se siente frustrada porque es incapaz de conocer cómo funciona hasta que, un fatídico día, convierte accidentalmente un cáliz en sangre. Temiendo ser descubierta por Jasnah, Shallan rompe una jarra para fingir que la sangre es suya y Jasnah cree que se ha intentado suicidar. Pronto Shallan descubrirá que el moldeador de almas de Jasnah no tiene la habilidad de transmutar objetos, sino que esconde su habilidad inusual de moldear. Cuando Jasnah se da cuenta de que Shallan también posee la habilidad inherente de moldear, la perdona por intentar robarle el moldeador de almas y comienza a instruirla para que sea capaz de usar bien el poder que tienen en común. Así mismo, Jasnah le cuenta que está investigando los orígenes de los Caballeros Radiantes y de los Portadores del Vacío y se preparan para viajar a las Llanuras Quebradas para reunirse con el tío de Jasnah, Dalinar.

## Ambientación
La acción transcurre en un mundo llamado Roshar, barrido regularmente por las llamadas Altas Tormentas, una suerte de tornados que barren todo a su paso y condicionan cualquier forma de vida. El trasfondo de la novela se articula alrededor de un desastre recurrente llamado Desolación, donde los monstruosos Portadores del Vacío asolan el mundo y la supervivencia humana se ve amenazada. Para contrarrestar esa amenaza, los Caballeros Radiantes (llamados así por su aura y ojos resplandecientes) poseen espadas y armaduras con características casi mágicas, conocidas como esquirladas,  así como poderes llamados Potenciación. La última Desolación se consideró la definitiva, y se ha convertido en un tiempo mítico y de leyenda, tras la cual los Caballeros Radiantes dejaron atrás sus armas y armaduras y desaparecieron. Sus esquirlas abandonadas permanecen como unas reliquias invaluables.
La magia del mundo está basada en las gemas que brillan durante semanas con la luz de las altas tormentas. Estas gemas infusas también son empleadas como moneda de transacción mercantil así como medio de iluminación por la noche en las casas pudientes y los palacios. Esta energía tormentosa es la que alimenta los talismanes de los sacerdotes-magos (como la gema incrustada en guantes llamada moldeador de almas que transforma la materia, como piedra en grano); también se emplean gemas infusas para construir fabriales, aparatos como el que crea luz roja y calor para reemplazar a la madera en las chimeneas. Los moldeadores de almas y los fabriales normalmente son poseídos por la nobleza y empleados por el clero. La clase social se determina por el color de los ojos, siendo los ojos claros la marca de nobleza debido a la asociación con los legendarios Caballeros Radiantes.
El mundo en sí posee flora y fauna adaptada al entorno y a las extremadamente poderosas altas tormentas. La mayoría de la vida animal la constituyen crustáceos y muchos de ellos crean madrigueras o se entierran en el suelo para sobrevivir a las altas tormentas. En cuanto a las plantas, poseen movilidad para retraerse hacia el suelo. Debido a que todas las altas tormentas provienen del este y viajan hasta el oeste, el lado occidental de las rocas y las montañas alberga vida animal y vegetal. Además, existen espíritus llamados spren.que reaccionan a las emociones de las personas y a condiciones ambientales: vientospren que acompañan al viento en forma de lazos de luz que fluyen con él, dolorspren que brotan en torno a heridas, lluviaspren en los charcos, vergüenzaspren.... Los spren son tan comunes que muchas personas los dan por garantizados.

## Personajes

### Personajes principales
- Szeth-Hijo-hijo-Vallano: Un asesino de la tierra de Shinovar. Se refiere a sí mismo como Sinverdad, los cuales tienen que servir a aquellos que porten su piedra jurada. Portador de una hoja esquirlada y de luz tormentosa. Sus habilidades de corredor del viento son proporcionadas por su espada. Odia ser forzado a matar y llora mientras lo hace.
- Kaladin: Un ojos oscuros de Alezkar, el cual es forzado a servir en los puentes del ejército del alto príncipe Torol Sadeas. Anteriormente, fue formado como cirujano por su padre y formó parte del ejército del brillante señor Amaram, Kaladin odia a los ojos claros por culpa de Amaram. Amaram traicionó a Kaladin, primero causando la muerte de su hermano, Tien, y después cuando Kaladin le salvó de un hombre portador de esquirlas, Amaram se quedó con las esquirlas para él y asesinó a todos los amigos del escuadrón de Kaladin en el proceso. Kaladin es capaz de canalizar luz tormentosa curarse y hacerse más fuerte y rápido que cualquier ser humano normal. Está acompañado por un Honorspren llamado Sylphrena o Syl. Ella llegó hasta él debido a su honor y bondad innata en contraste con la maldad y la traición que tienden a rodearle. La conexión de Kaladin con Syl es la que le otorga sus poderes con la luz tormentosa; también esto favorece el poder de consciencia que posee Syl.
- Shallan Davar: Una ojos claros de bajo prestigio de la nación de Jah Keved. Su familia está atravesando momentos difíciles tras la muerte de su padre. Intenta ser aceptada como la pupila de la renombrada erudita Jasnah Kholin, hermana del rey de Alezkar, Elhokar. Es una artista capaz de dibujar y recrear a cualquier cosa o persona en papel y carboncillo con tan solo echar una mirada, más adelante se da cuenta de qué es capaz de moldear almas sin moldeador de almas, como Jasnah. Aunque al principio del libro su objetivo es robarle el moldeador de almas a Jasnah para salvar a su familia, al final del libro se convierte en la pupila fiel de Jasnah.
- Dalinar Kholin: Un alto príncipe de Alezkar, hermano del asesinado rey Gavilar, tío del rey actual. Apodado el Espina Negra. Un general que ayudó a unir el reino junto a su hermano. Un hombre que experimenta visiones durante las altas tormentas y un portador completo, se le tacha de débil cuando empieza a seguir los Códigos y habla de parar la guerra sinsentido en la que se ve envuelta Alezkar.
- Adolin Kholin: Un ojos claros de Alezkar y heredero del cargo de alto príncipe de su padre Dalinar. Es un especialista en duelos y un portador completo, adora y respeta a su padre incluso cuando teme que se haya vuelto loco.
- Navani Kholin: Viuda del rey Gavilar, madre del rey Elhokar y de Jasnah. Especialista en la creación de fabriales. Navani siempre ha estado enamorada de Dalinar, incluso cuando estaba casada con su hermano, Gavilar. Trata de reavivar la llama entre Dalinar y ella, pero al principio es rechazada; finalmente convence a Dalinar para que acepte sus sentimientos hacia el final del libro.

### Prólogo, epílogo e interludios
- Kalak es uno de los diez Heraldos del Todopoderoso. Su punto de vista aparece en el preludio, que tiene lugar 4500 años antes de los eventos del primer capítulo
- Axies El Coleccionista es un siah aimiano que pretende catalogar todas las variedades diferentes de spren en Roshar. Es prácticamente inmortal.
- Baxil es un ladrón de Emul, primo de Av. Junto a una bella ojos claros, se infiltra en un palacio para destruir distintas obras de arte en las que se representa a la heraldo Shalash.
- Geranid es un científico y filósofo. Vive con Ashir en una pequeña isla reshi, donde ocupa su tiempo estudiando a los spren.
- Ishikk es un pescador del Lagopuro. Tres desconocidos, a los que llama Gruñón, Brusco y Pensador, intentan que les ayude a encontrar a un hombre llamado Hoid.
- Nan Balat es uno de los hermanos de Shallan, un ojos claros de Vedenar. Después de que su padre anunciase que Nan Helaran, el hermano mayor de Balat, estaba muerto, adquiere el título de "Nan", haciendo que sea el primero en la línea sucesoria.
- Rysn es una joven de Thaylenah, aprendiz de comerciante. Viaja con Vstim a Shinovar.
- Sagaz, también conocido como Hoid, es el bufón del rey Elhokar Kholin en las Llanuras Quebradas. Su papel como bufón de la corte le permite insultar a quien quiera, normalmente destacando los peores defectos de esa persona de manera cómica. Sagaz es más de lo que aparenta, ya que posee conocimientos sobre cosas que no debería saber, y parece tener la habilidad de encontrarse con personalidades importantes para darles consejos crípticos pero útiles en sus breves encuentros. Hoid es un personaje recurrente en los libros del Cosmere, el universo en el que tienen lugar los acontecimientos de los libros de Sanderson.[15]

## Recepción

### Ventas y críticas
En su primera semana de ventas el libro se posicionó en la 7ª posición en la lista de The New York Times Best Sellers. En semanas subsiguientes el libro ocupó los puestos 11º, 20º y 25º
Una crítica del sitio web Unshelved otorgó a la obra una buena reseña. Una reseña de Elitist Book Reviews señaló diversos problemas del libro (personajes blancos o negros, demasiada exposición) pero dio una opinión positiva del libro en general. El sitio web Sfreviews.net otorgó a la novela una reseña mixta, alabando la escritura y creatividad de Sanderson, pero criticando su longitud extrema y la escasez de acción en general.

### Premios y nominaciones
| Year | Award                      | Category                           | Result | Ref |
| ---- | -------------------------- | ---------------------------------- | ------ | --- |
| 2010 | Whitney Awards             | Mejor Novela del año Ganador       | [ 23 ] |     |
| 2010 | Whitney Awards             | Mejor Ficción Especulativa Ganador | [ 23 ] |     |
| 2010 | Goodreads Choice Awards    | Mejor Novela de Fantasía Nominado  | [ 24 ] |     |
| 2011 | David Gemmell Legend Award | Mejor Novela Ganador               | [ 25 ] |     |

## Adaptaciones

### Audiolibro
Una versión de audiolibro se lanzó en agosto de 2010 por Macmillan con Kate Reading y Michael Kramer como narradores, los cuales ya habían leído otras obras escritas por Sanderson, incluyendo la saga de La Rueda del Tiempo..Una versión de GraphicAudio consistente en 5 partes del Camino de los Reyes fue lanzada durante los meses de marzo y julio del año 2016.

### Película
En octubre de 2016, los derechos de todo el universo del Cosmere fueron vendidos a DMG Entertainment. DMG está intentando adaptar rápidamente a la gran pantalla El camino de los reyes. Patrick Melton y Marcus Dunstan fueron contratados como guionistas. El fundador de DMG, Dant Mintz, producirá la película con Sanderson y Joshua Bilmes como productores ejecutivos

### Videojuego
Un juego de realidad virtual o VR llamado "The Way of Kings: Escape the Shattered Plains", desarrollado por Arcturus VR, fue publicado el 2 de marzo de 2018.